# Влесно (озеро)
Влесно — озеро в Партизанской волости Красногородского района Псковской области, в 3 км к юго-западу от озера Велье.
Площадь — 0,9 км² (91,0 га). Максимальная глубина — 1,9 м, средняя глубина — 1,3 м.
На северном побережье озера расположена деревня Влесно. В 3 км к востоку от озера расположен бывший волостной центр деревня Ильинское.
Проточное. Относится к бассейну реки Верша, притока реки Синяя, которые в свою очередь относятся к бассейну Великой.
Тип озера плотвично-окуневый. Массовые виды рыб: щука, плотва, окунь, ерш, красноперка, линь, карась, вьюн.
Для озера характерно: берега крепкие низкие и отлогие, по большей части заболоченные, вследствие частичного спуска озера; дно чистое илистое, в прибрежье местами заиленный песок, камни.
Код водного объекта в государственном водном реестре — 01030000111102000026806.